# Kilena (luna)
Kilena (grško Κυλλήνη: Kiléne) je Jupitrov naravni satelit (luna). Spada med  nepravilne lune z retrogradnim gibanjem. Je članica Pasifajine skupine Jupitrovih lun, ki krožijo okoli Jupitra v razdalji od 22,8 do 24,1 Gm in imajo naklon tira med 144,5°  in 158,3 °.  
Luno Kileno je leta 2003 odkrila skupina astronomov, ki jo je vodil Scott S. Sheppard z Univerze Havajev.  Prvotno so jo označili kot S/2003 J  13. Znana je tudi kot Jupiter XLVIII. 
Ime je dobila 30. marca 2005 po najadi Kileni (vrsta nimf) iz grške mitologije. 
Luna Kilena ima premer okoli 2 km in obkroža Jupiter v povprečni razdalji 23,951.000  km. Obkroži ga v  751 dneh  22 urah in 33 minutah po tirnici, ki ima naklon tira okoli 140 ° glede na ekliptiko in 140 °  na ekvator Jupitra. 
Njena gostota je ocenjena na 2,6 g/cm3, kar kaže, da je sestavljena iz kamnin. 
Luna izgleda zelo temna, ima odbojnost 0,04. 